# Matton-et-Clémency
Matton-et-Clémency è un comune francese di 474 abitanti situato nel dipartimento delle Ardenne nella regione del Grand Est.

## Storia

### Simboli
Lo stemma di Matton-et-Clémency è stato adottato il 27 marzo 1988.

## Società

### Evoluzione demografica
Abitanti censiti